# IV. třída okresu Písek
IV. třída okresu Písek tvoří společně s ostatními skupinami čtvrté třídy nejnižší (desátou nejvyšší) fotbalovou soutěž v České republice. Je řízena Okresním fotbalovým svazem Písek. Hraje se každý rok od léta do jara se zimní přestávkou. Soutěž je od sezóny 2015/2016 zrušena.

## Vítězové

### IV. třída okresu Písek
| Ročník    | Vítězný tým                    |
| --------- | ------------------------------ |
| 2003/2004 | TJ Albrechtice nad Vltavou „B“ |
| 2004/2005 | TJ Podolí II „B“               |
| 2005/2006 | TJ Sokol Záhoří „B“            |
| 2006/2007 | TJ Králova Lhota               |
| 2007/2008 | TJ Hradiště „B“                |
| 2008/2009 | TJ Sokol Bernartice „B“        |
| 2009/2010 | 1. FC Boston Kluky             |
| 2010/2011 | FC DIMMPL Mirovice „B“         |
| 2011/2012 | TJ Sokol Putim                 |
| 2012/2013 | FK Mirotice „B“                |
| 2013/2014 | TJ Hradiště „C“                |
| 2014/2015 | AFK Smetanova Lhota „B“        |
| 2015/16   | Soutěž zrušena.                |